# Quittung

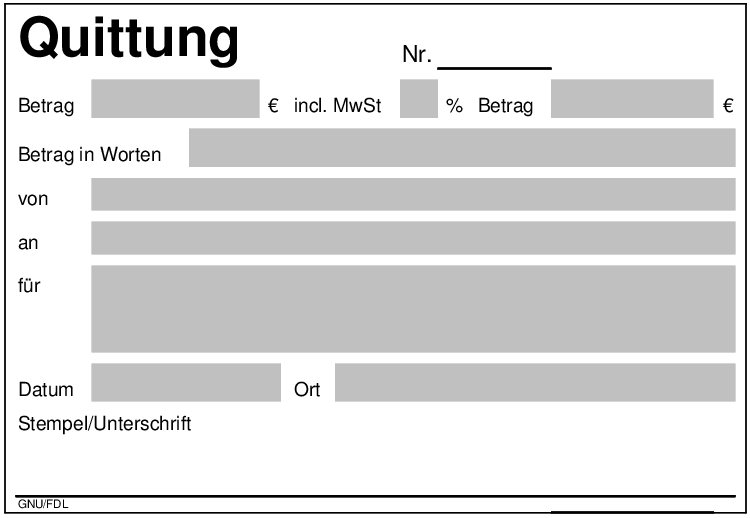
Beispiel für ein Quittungsformular

Eine Quittung ist eine Empfangsbestätigung für den Erhalt einer Leistung. Sie ermöglicht es dem Schuldner zu beweisen, dass die dazugehörige Forderung, die aus einem gegenseitigen Schuldverhältnis resultiert, erfüllt worden ist. Der Begriff geht auf das Adjektiv quitt zurück.

## Deutschland

### Allgemein

#### Grundlagen

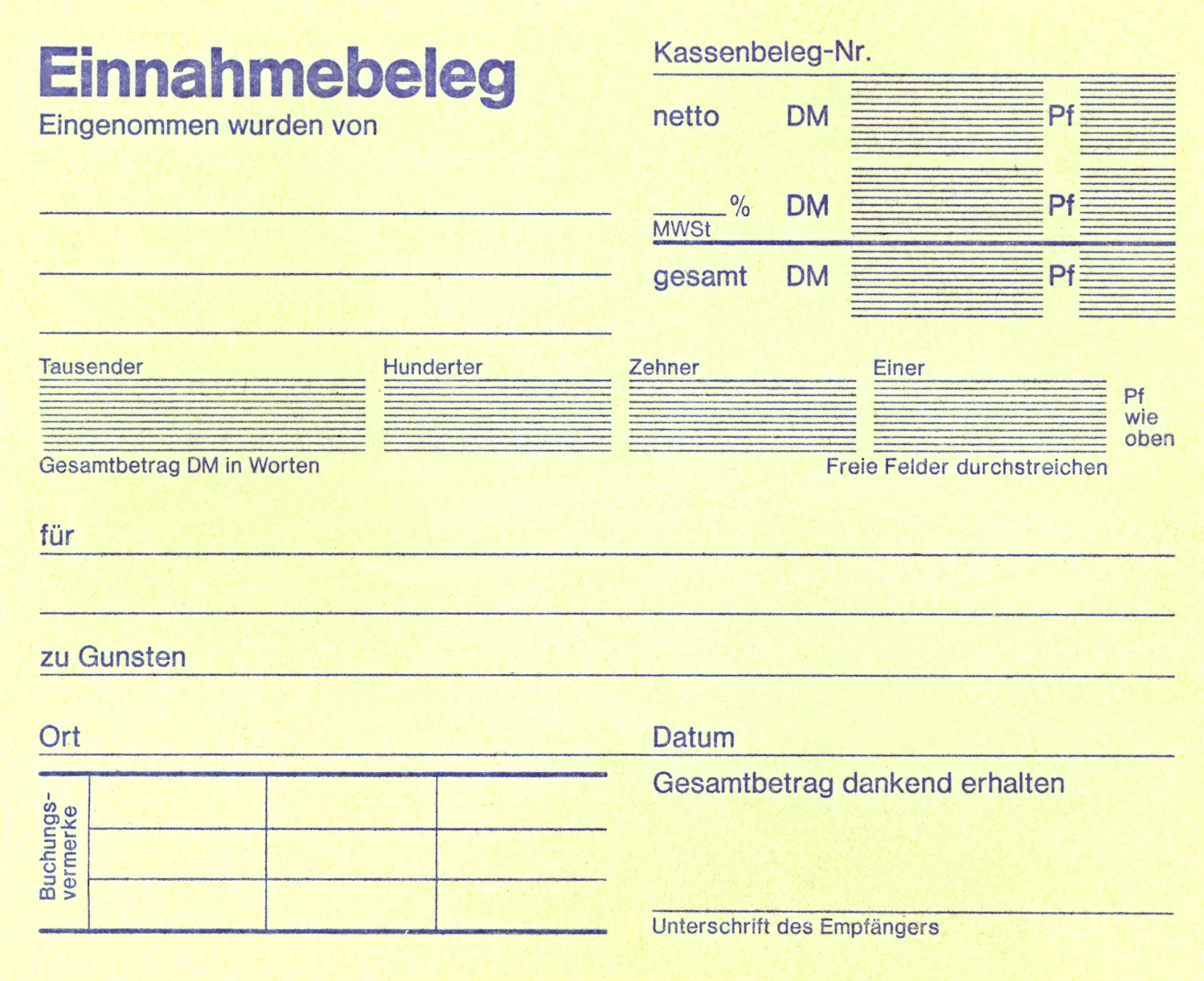
Einnahmebeleg ca. 1980

Der Gläubiger ist auf Verlangen des Schuldners verpflichtet, eine Quittung gegen Empfang einer Leistung auszustellen (§ 368 BGB). Allerdings hat der Schuldner die Kosten für die Quittung zu tragen (§ 369 Abs. 1 BGB). Wurde ein Schuldschein ausgestellt, kann der Schuldner zusätzlich die Herausgabe verlangen (§ 371 Satz 1 BGB).
Die Quittung ist eine Privaturkunde, die gemäß § 416 ZPO den vollen Beweis dafür erbringt, dass die in ihr enthaltenen Erklärungen vom Aussteller abgegeben worden sind. Ferner wird nach § 440 Abs. 2 ZPO (widerlegbar) vermutet, dass die über der Unterschrift einer Quittung stehende Schrift ebenfalls echt sei.
Mindestinhalt einer Quittung sind neben der Bestätigung der erhaltenen Leistung und der Datumsangabe auch die Unterschrift, denn die Quittung unterliegt dem Schriftformgebot (§ 368 Satz 1 u. § 126 Abs. 1 BGB). Der Schuldner kann jedoch bei rechtlichem Interesse auch eine andere Form verlangen (§ 368 Satz 2 BGB). Fehlt es an einem dieser Mindestbestandteile, ist die Quittung nichtig und erfüllt nicht ihren Zweck (§ 125 BGB).
Derjenige, der eine Quittung an den Schuldner übergibt, ist in der Regel auch berechtigt, von diesem die Leistung zu empfangen (§ 370 BGB).
Die Quittung kann als Tatsachen feststellende Erklärung (Wissenserklärung) auch von Beschränkt geschäftsfähigen und geschäftsunfähigen Personen wirksam ausgestellt werden.

#### Quittungen im Rahmen von Zahlungen
Quittungen für Zahlungen werden u. a. auf einem Quittungsblock, einem Buch mit heraustrennbaren Quittungsvordrucken, angefertigt. Erforderlich ist dies jedoch nicht.
Bei unbaren Zahlungen kann zwar der Kontoauszug zur Beweisführung herangezogen werden, er ersetzt aber nicht die Quittung.
Die Quittung kann auch als Rechnung verwendet werden, sofern sie die gesetzlichen Voraussetzungen einer Rechnung erfüllt. Eine Rechnung wiederum kann eine Quittung sein, wenn auf ihr die Phrase „Betrag erhalten“, eine Datumsangabe und die Unterschrift des Zahlungsempfängers vermerkt sind.
Ein Kassenbon, wie er bei Zahlungen im Einzelhandel erstellt wird, erfüllt in der Regel nicht das vorgenannte Schriftformgebot einer Quittung.

### Sonstige Rechtsverhältnisse
Spezielle Regelungen gelten für Spendenquittungen und Bewirtungsquittungen.
Die im Arbeitsrecht verbreitete Ausgleichsquittung und die sog. Generalquittung sind meist keine reinen Empfangsbekenntnisse, sondern Willenserklärungen mit materiellrechtlichen Folgen.

## Österreich
Der Zahler kann vom Befriedigten eine Quittung nach den §§ 1426–1430 ABGB verlangen.

## Schweiz
Nach Art. 88 Abs. 1 OR ist der Schuldner berechtigt, vom Gläubiger bei Zahlung, eine Quittung zu verlangen. Eine vorbehaltlos ausgestellte Quittung ist nach Art. 89 Nr. 1 OR mit der Vermutung verbunden, dass früher fällig gewordene Leistungen entrichtet sind.

## Historisches

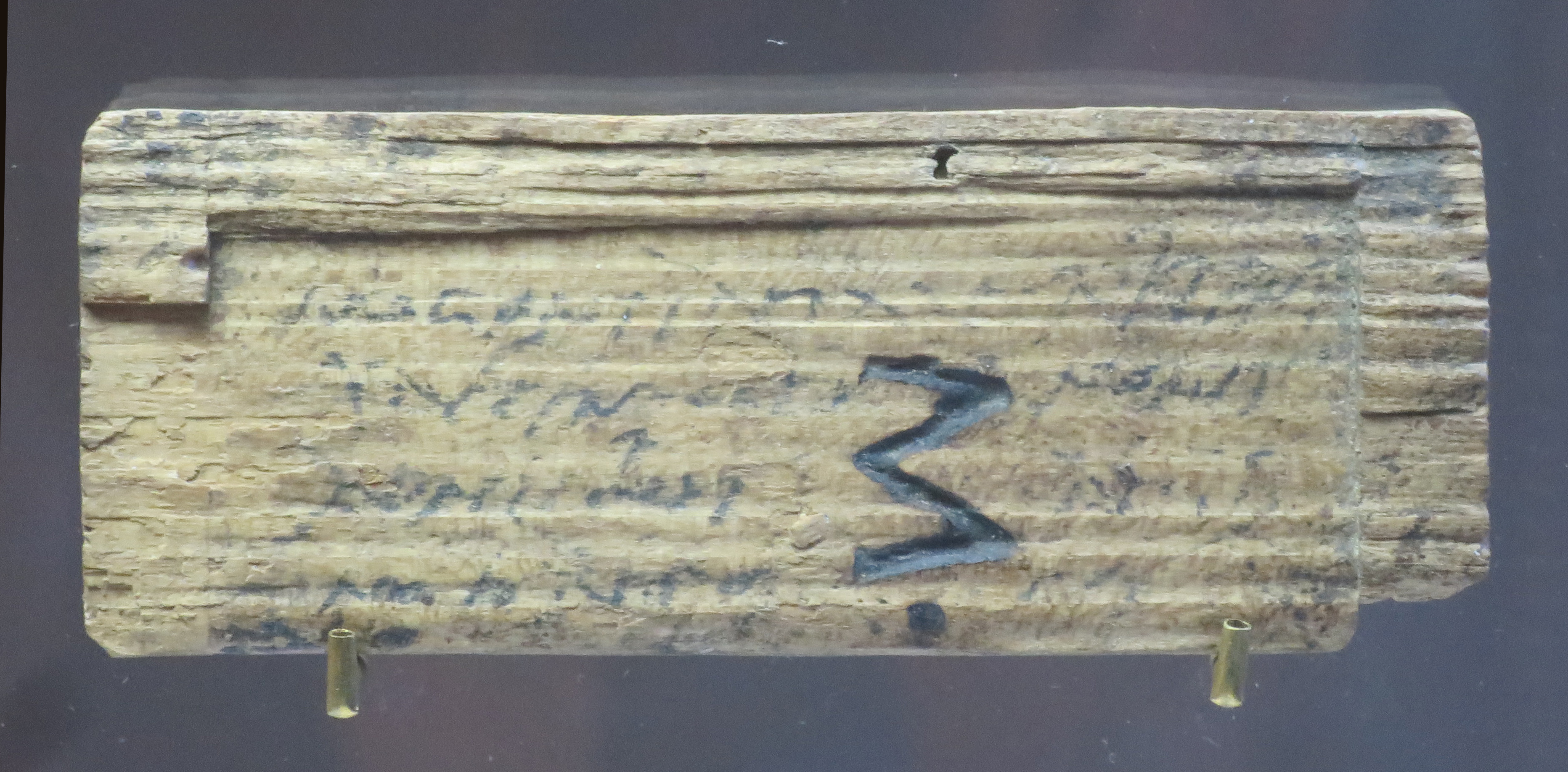
Römische Quittung vom Salisberg

Das älteste taggenau datierte Schriftstück in Deutschland ist eine römische Quittung, die am 5. April 130 n. Chr. in Mainz ausgestellt wurde. 